# Eadmuna
Eadmuna – rodzaj motyli z podrzędu Glossata i rodziny Mimallonidae.
Rodzaj ten opisany został w 1928 roku przez Williama Schausa. Jego gatunkiem typowym jest Cicinnus esperans.
Należą tu motyle o długości przednich skrzydeł 16–20 mm u samców i 22–24 mm u samic. Głowa o dużych oczach i bardzo małych głaszczkach wargowych. Czułki podwójnie grzebykowate. Skrzydła szerokie, srebrzyście szare z elementami brązowego. Przednie skrzydło ma komórkę dyskalną w postaci częściowo lub całkowicie przezroczystego okienka przedzielonego żyłką M2. Ponadto skrzydła charakteryzuje brak ciągłych, poziomych lub diagonalnych linii zaśrodkowych oraz gładkie krawędzie. Samce mają narządy rozrodcze ze spiczastym, kropelkokształtnym unkusem oraz jajowatym, szerokim tegumenem, po stronie brzusznej zaopatrzonym w parę prawie trójkątnych, żeberkowanych płatków. Samice mają genitalia z delikatnie oszczeconymi papillae anales, gonapophyses posteriores niedłuższymi od gonapophyses anteriores i zaokrąglonym korpusem torebki kopulacyjnej.
Rodzaj neotropikalny, znany z Gujany, Gujany Francuskiej oraz Brazylii.
Należą tu 4 opisane gatunki:
- Eadmuna esperans (Schaus, 1905)
- Eadmuna guianensis St Laurent et Dombroskie, 2015
- Eadmuna paloa Schaus, 1933
- Eadmuna pulverula (Schaus, 1896)